# Matteo Bisiani
Matteo Bisiani (ur. 2 sierpnia 1976) – włoski łucznik sportowy. Srebrny medalista olimpijski z Sydney.
Startował w konkurencji łuków klasycznych. Brał udział w dwóch igrzyskach olimpijskich (IO 96, IO 00). W 1996 zdobył brąz w rywalizacji drużynowej, w 2000 zdobył srebro. Był medalistą mistrzostw świata w rywalizacji drużynowej, zdobywając złoto w 1999 i srebro w 1995 i 2001. W halowych mistrzostwach świata w drużynie zdobył trzy medale, dwa brązowe (1995 i 1997) oraz srebro w 1999.